# Kultúra
A kultúra (a latin cultura, a colo, colere, azaz „művel” igéből ) tág értelemben mindent magában foglal, amelyet az ember maga teremt – ellentétben a természet azon részével, amelyet nem teremtett és nem is változtat. A kifejezés alatt általános értelemben egy embercsoport szokásainak és hagyományainak összességét vagy szűkebb meghatározás szerint az ún. „magas kultúrát” értjük. Hagyományos értelemben a társadalom szellemi élete.
Eredetileg a föld megművelését, kultivációját jelentette.

## Meghatározása
A kultúra fogalmának az értelmező kéziszótár három jelentést tulajdonít: 
- Az emberiség által létrehozott anyagi és szellemi értékek összessége, a művelődésnek valamely területe, illetve valamely népnél, valamely korszakban való megnyilvánulása. A civilizációval szembeállítva pedig, amely a technikai fejlettséget jelenti, a szellemi javak és a műveltség tartozik ide.
- A második jelentésben a kultúra egy személy művelt mivoltára vonatkozik.
- A harmadik jelentésben a kultúra valaminek a termesztését, illetve biológiai értelemben tenyészetet jelent. A szó eredeti „földet művelni” értelmében mezőgazdasági kultúráról beszélhetünk (növénykultúra, gombakultúra stb.).

A „kultúra” körülírására nincs egységes definíció. Korok, társadalmak és egyes tudósok mind különböző módon határozták meg, hogy mi a kultúra. A kultúra gyökereinek kutatása egybe fonódik az emberi társadalom kezdetének meghatározásával. Azonban az eltérő és különböző kulturális jegyek értelmezés különbségé miatt nem kijelenthető, hogy mikor volt a kultúra kezdete.
A fentieken kívül beszélünk még szervezeti kultúráról.
Beszélünk kultúrpolitikáról, nemzeti kultúrákról stb. A kultúrpolitika kifejezés először egy német pedagógiai lapban, a Pädagogischer Revue-ben szereplő cikk címében jelent meg 1840-ben, és e században született a nemzeti kultúrák kifejezése is.

### Különböző értelmezések
A kulturális antropológia meghatározása szerint a kultúra egy adott társadalom mindazon ismereteinek összessége, amelyek az emberi közösség összetartozását és fennmaradását biztosítják. A kultúra alapján tudunk eligazodni abban, hogy melyek a fontos értékek és normák az életben. Néhány kutató szerint bizonyos kulturális vonások már az állatvilágban is megfigyelhetőek, így például az emberhez legközelebb álló csimpánzoknál (Jane Goodall kutatásai).
Edward Burnett Tylor definíciója: Az az összetett egész, ami magába foglalja a tudást, a vélekedést, a művészeteket, a morál(oka)t, a jogot és a szokást, és minden olyan emberi képességet és habitust, amit az ember a társadalom tagjaként sajátít el. Ebben az értelemben beszélhetünk különböző emberi kultúrákról és ezek találkozásáról, például az ausztráliai fehér városi kultúra és egy gyűjtögető vándorló ausztráliai őslakos kultúra közötti érintkezésről és kölcsönhatásukról. A különböző kultúrák, változásuk és egymással való kapcsolataik vizsgálatával a kulturális antropológia foglalkozik.

### Régészeti kultúra
A régészek a jellegzetes azonosságokat mutató leletegyütteseket földrajzi terület, illetve korszak szerint összekapcsolják, mint a feltételezhetően összetartozó emberi közösségek, törzsek vagy népek hagyatékát. Ezeket az összetartozó leletegyütteseket, illetve a mögöttük álló hajdani kultúrákat nevezik régészeti kultúráknak.
Az egyes régészeti kultúrákról lásd a Régészet szócikket.

## Külső hivatkozások
- Kulturális útvonalak
- KÉK Kulturális Élményklub